# Ptilogyna gracilis
Ptilogyna gracilis är en tvåvingeart. Ptilogyna gracilis ingår i släktet Ptilogyna och familjen storharkrankar.

## Underarter
Arten delas in i följande underarter:
- P. g. gracilis
- P. g. spectabilis